# 渡辺舞と永尾まりやのTuesday Night
渡辺舞と永尾まりやのTuesday Night（わたなべまいと ながおまりやの ちゅーずでいないと）は、アール・エフ・ラジオ日本で2014年1月7日から2016年12月27日まで放送されていた番組である。略称「チューナイ」。

## 概要
共にアービング所属の女優である永尾と渡辺のトーク、及び音楽が主。
録音と別の仕事がバッティングし片方が休む場合には、多くはアービングから別のタレントが応援出演するが、まれに単独進行になることもある。
メールが採用されなかったリスナーに対しては、エンディングで必ず「読まれなかった人は、ごめんなさい」と詫びる。
番組エンディングには、日テレNEWS24がNNN24時代の天気予報で使用していたBGM（アール・クルーの「Good As It Gets」、アルバム『The Journey』所収）が使用されている。

## パーソナリティ
- 永尾まりや（2016年4月までAKB48のメンバー）
- 渡辺舞

渡辺・永尾のいずれか、もしくは両名が欠席時は辺見玲菜が出演することが多い。渡辺は番組後期の2016年の夏ごろからは完全欠席し最終回も出演しなかった。

## 主なコーナー
- まりやと舞の大喜利してあ・げ・る
リスナーからの大喜利のお題に二人が答える。答える際には準備されている卓上ベルを必ず鳴らす。
- 名曲の題の一部を変えて残念な感じにするコーナー
- チューナイしようよ!
リスナー（番組中では“チューナー”と呼ばれる）からのリクエストに応える。

### 過去に行われたコーナー
- 舞とまりやが答えてあ・げ・る♡
- 舞とまりやのお・た・の・し・み